# رفائيل غوزو
رفائيل غوزو (6 يناير 1995 بساو باولو في البرازيل - ) هو لاعب كرة قدم برتغالي وبرازيلي في مركز الوسط. شارك مع منتخب البرتغال تحت 16 سنة لكرة القدم ومنتخب البرتغال تحت 17 سنة لكرة القدم ومنتخب البرتغال تحت 18 سنة لكرة القدم ومنتخب البرتغال تحت 19 سنة لكرة القدم ومنتخب البرتغال تحت 20 سنة لكرة القدم ومنتخب البرتغال تحت 21 سنة لكرة القدم. أما مع النوادي، فقد لعب مع نادي تونديلا ونادي تشافيس وS.L. Benfica B ‏.

## وصلات خارجية
- رفائيل غوزو على موقع الاتحاد الدولي (مؤرشف)  (الإنجليزية)
- رفائيل غوزو على موقع الاتحاد الأوربي (الإنجليزية)
- رفائيل غوزو على موقع قاعدة بيانات كرة القدم.إي يو (الإنجليزية)
- رفائيل غوزو على موقع Soccerway.com (الإنجليزية)
- رفائيل غوزو على موقع AS.com (الإسبانية)